# Ennugenliggelap
Ennugenliggelap (auch: Enekanliklal Island, Enigaranrikiraru-tō, Etsureppu) ist eine Insel des Kwajalein-Atolls in der Ralik-Kette im ozeanischen Staat der Marshallinseln (RMI).
Das kleine Motu liegt im südwestlichen Saum des Atolls. Die nächste Insel im Südosten ist Eller. Die Insel liegt zwischen der Eller Passage und ihrer Schwesterinsel Burle, mit der sie durch einen seichten Riffsaum verbunden ist. Das Klima ist tropisch heiß, wird jedoch von ständig wehenden Winden gemäßigt. Ebenso wie die anderen Orte der Kwajalein-Gruppe wird Ennugenliggelap gelegentlich von Zyklonen heimgesucht.